# Chrysorithrum fuliginosum
Chrysorithrum fuliginosum är en fjärilsart som beskrevs av W. Warren 1913. Chrysorithrum fuliginosum ingår i släktet Chrysorithrum och familjen nattflyn. Inga underarter finns listade i Catalogue of Life.